# Bugatti Type 54

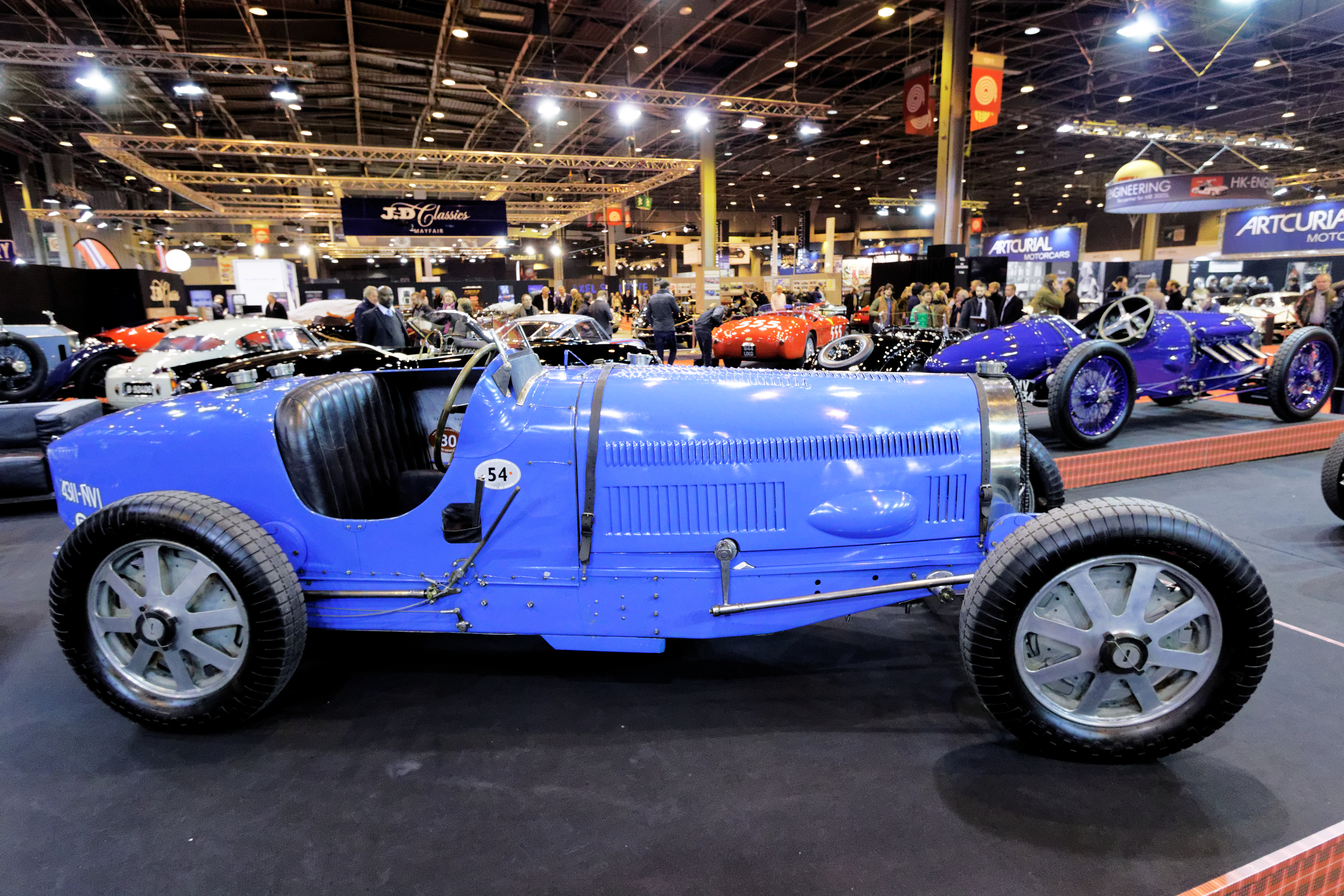
Seitenansicht

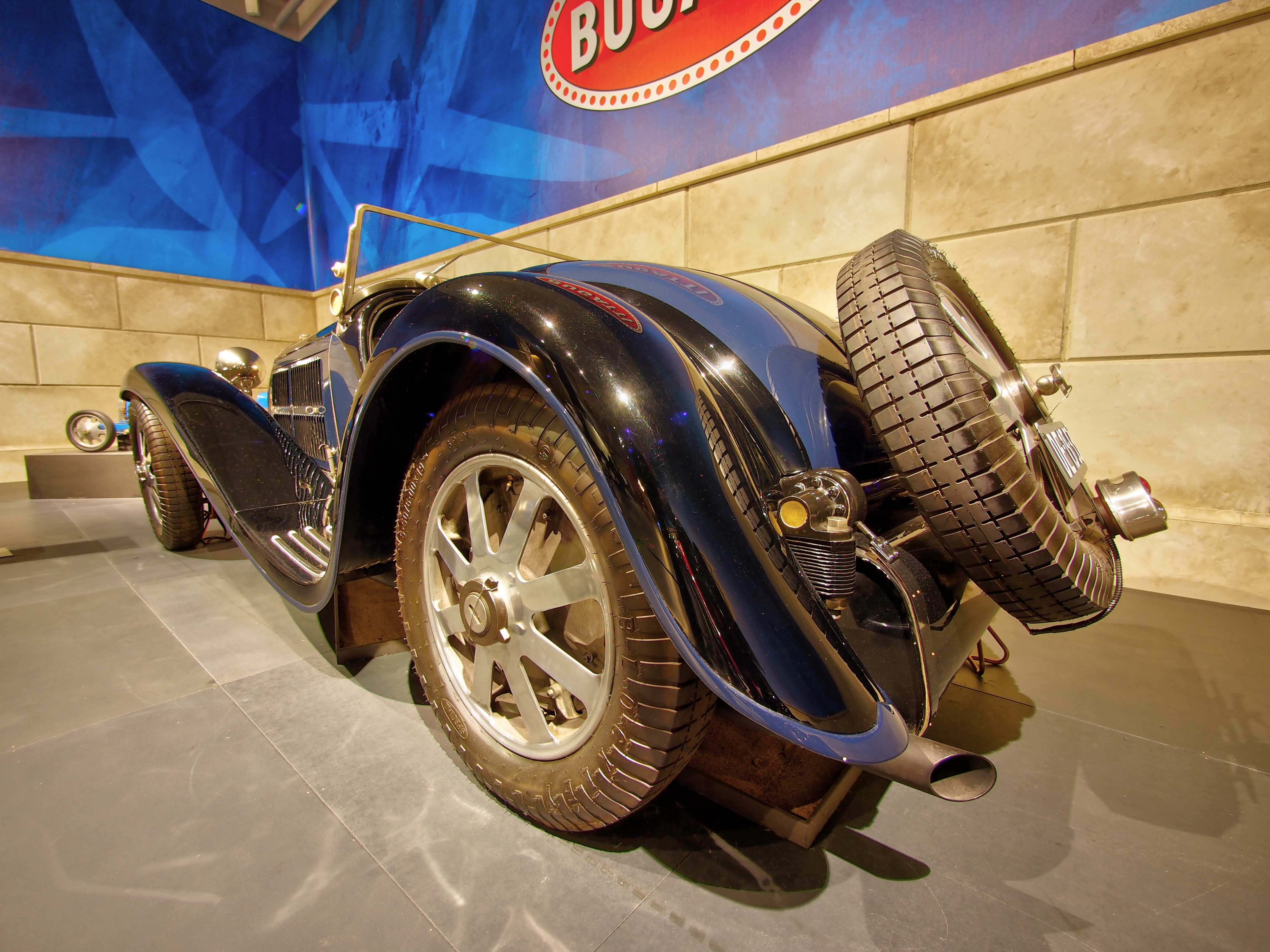
Blick auf das Heck

Der Bugatti Type 54 ist ein Rennwagen. Hersteller war Bugatti aus Frankreich. Bauzeit war von 1931 bis 1935.

## Entstehungsgeschichte
Die Entwicklung leistungsstarker und konkurrenzfähiger Rennwagen hatte Ettore Bugatti in den 1920er-Jahren zu einer beeindruckenden Bilanz geführt. Dank des Type 35 gelang es circa 1000 Siege zu erzielen, sowohl bei großen Veranstaltungen wie zum Beispiel der Targa Florio von 1925 bis 1929 oder dem Grand Prix von Monaco 1929 als auch bei kleinen Rennen.
Fahrer wie René Dreyfus, William Grover-Williams und Louis Chiron sorgten für eine Dominanz dieser Fahrzeuge. In der Sportwagenklasse konkurrierend mit Wagen wie dem Alfa Romeo 8C oder dem Mercedes-Benz SSKL waren auch dem leistungsstärksten Typ 35 B mit einem Hubraum von 2262 cm³ und einer Leistung von gut 103 kW (140 PS) Grenzen gesetzt.
Bugatti erkannte, dass es einer Neuentwicklung bedurfte, um die prestigereichen Trophäen weiterhin nach Molsheim zu holen. Daher entschied er sich zunächst zu einer Weiterentwicklung des Type 35, dem Type 51. Dieser wurde auf der Basis des Type-35-Fahrgestells aufgebaut und hatte den gleichen Motor, allerdings mit 118 kW (160 PS). Langfristig wollte Ettore Bugatti aber einen völlig neu gestalteten, siegfähigen GP-Wagen bauen, der an die Erfolge der 1920er-Jahre anknüpfen konnte. Um die Saison 1931 erfolgreich abzuschließen und vor allem auf dem Hochgeschwindigkeitskurs von Monza gewappnet zu sein, wurde innerhalb von gut 13 Tagen aus einem Type-45-Chassis und einem Motor des Type 50 der Prototyp des Type 54 aufgebaut. So kam es zu dem leistungsstärksten in einem Rennwagen mit dem hufeisenförmigen Kühler eingesetzten Motor und einem entsprechend robust konstruierten Fahrgestell. Der Achtzylindermotor hatte zwei obenliegende Nockenwellen, einen Hubraum von 4972 cm³ und eine Leistung von etwa 220 kW (300 PS).

## Renneinsatz
Die Variation von Hochgeschwindigkeitsstrecken wie der AVUS in Berlin, dem Autodromo di Monza oder Steilkurvenstrecke in Brooklands und der kurvigen, anspruchsvollen Kurse wie dem Nürburgring stellten unterschiedliche Anforderungen an die Konstrukteure der 1930er-Jahre. Die Tage des erfolgreichen Mercedes-Benz SSKL waren bereits gezählt. Trotz des sehr leistungsstarken 6-l-Kompressormotors blieben die Triumphe auf kurvigen Strecken aus. Nur noch die aerodynamischen Entwicklungen, die zu den beiden Stromlinienausführungen für die Avus 1932 und 1933 führten, waren siegfähig.
Der Type 54 sollte auf beiden Streckentypen konkurrenzfähig sein. Deutlich leichter als der SSKL, aber vergleichbar leistungsstark, hätte der Bugatti eigentlich klare Wettbewerbsvorteile gegenüber seinem Konkurrenten aus Untertürkheim haben müssen.
Die Kunst Ettore Bugattis war es aber seit jeher, kleine, fast filigrane Rennwagen zu bauen, die mit geringem Gewicht und trotz geringer Leistung sehr erfolgreich waren. Der Type 54 hatte genau gegenteilige Attribute. Zwar besaß er das bewährte Zusammenspiel aus Achtzylindermotor mit Kompressor, dafür trug das höhere Gewicht aber zu enormen Verzögerungskräften bei und die brachiale Leistung zu erhöhtem Reifenverschleiß. Für die Premiere 1932 in Monza wurden der Italiener Achille Varzi und der Franzose Louis Chiron mit dem Type 54 ins Rennen geschickt. Trotz großer Reifenprobleme belegte der Italiener den dritten Platz.
Die Bugatti-Konstrukteure erkannten, dass dieses Fahrzeug ausschließlich für Hochgeschwindigkeitsstrecken geeignet war und dass der Stand der Reifenentwicklung noch nicht mit der Leistung des Type 54 Schritt hielt. Über das Jahr 1933 nahm der Type 54 an verschiedenen Rennen teil, sowohl als Werks- wie auch als Privatwagen mit Fahrern wie Archille Varzi, Louis Chiron und William Williams. Als Privatfahrer ist Graf Stanisław Czaykowski hervorzuheben, der bereits zuvor viele Erfolge auf einem Type 35 B gefeiert hatte. Für das Jahr 1934 wurde die 750-kg-Formel eingeführt und die Ära der Silberpfeile eingeläutet. Der Type 54 startete nur noch in der freien Hubraumklasse.

## Der „Witwen-Macher“
Im Vergleich zu den Erfolgen des in viel größerer Stückzahl hergestellten Type 35 ist die Bilanz des Type 54 nicht beeindruckend. Vielmehr war das Fahrzeug aufgrund der hohen Leistung äußerst anspruchsvoll zu fahren und forderte Opfer. Neben Graf Czaykowski in Monza 1933 fand auch Jiří Lobkowitz den Tod in einem Type 54, sodass das Auto in England fortan „The Widow-Maker“ genannt wurde.

## Technische Daten
- Zylinder: 8[1]
- Bohrung × Hub: 86 × 107 mm[1]
- Hubraum: 4972 cm³[1]
- Nockenwellen: 2 OHC[1]
- Leistung: 275–300 PS[1] (mit Methanol als Treibstoff vermutlich noch mehr[2])
- Radstand: 275 cm[1]
- Spurweite: 125 cm[1] oder 135 cm[3]
- Fahrzeuglänge: etwa 390 cm[1]
- Fahrzeugbreite: 159 cm[1]
- Gewicht: 950 kg oder 940 kg nur für das Fahrgestell[1]
- Getriebe: 3-Gang[1]

## Stückzahlen
Über die genaue Anzahl an Fahrgestellen herrscht allgemein große Uneinigkeit, da zum einen die Dokumentation für Grand-Prix-Wagen in Molsheim nicht ansatzweise vergleichbar mit der Akribie von Daimler war und zum anderen der erste Type 54 aus bewährten Komponenten zusammengesetzt wurde.

## Baureihen-Übersicht
| Baujahr | Chassis-Nr. | Motor-Nr.   | Zulassung          | Fahrer                      |
| ------- | ----------- | ----------- | ------------------ | --------------------------- |
| 1931    | 54201       | 1           |                    | Jiří Lobkowitz              |
| 1931    | 54202       | 14 (Typ 50) |                    | Marcel Lehoux               |
| 1932    | 54203       | 2           | 3758 RF 6          | Kaye Don                    |
| 1932    | 54204       | 3           |                    | Jean-Pierre Wimille         |
| 1932    | 54205       | 5           | DPJ 5              | Earl Howe                   |
| 1932    | 54206       | 4           |                    | Heinrich-Joachim von Morgen |
| 1932    | 54208       | 9           | 8264 NVI           |                             |
| 1932    | 54209       | 8           | 8265 NVI, 2406 NV2 | Stanisław Czaykowski        |
| 1932    | 54210       | 7           | 8266 NVI           | Achille Varzi               |

Das Fahrzeug mit der Fahrgestellnummer 54201 wurde im Februar 2013 auf einer Auktion angegeben. Erwartet wurde ein Preis von 2.500.000 bis 3.500.000 Euro.

## Rennerfolge
| Jahr | Rennen                    | Fahrer                                                                 | Position               |
| ---- | ------------------------- | ---------------------------------------------------------------------- | ---------------------- |
| 1931 | Gran Premio di Monza      | Achille Varzi, Louis Chiron                                            | 3., DNF                |
| 1932 | Großer Preis von Tunesien | Marcel Lehoux, Jean-Pierre Wimille, Heinrich-Joachim von Morgen        | 2., DNF, DNF           |
| 1932 | La Turbie Bergrennen      | Jean-Pierre Wimille                                                    | 1.                     |
| 1932 | AVUS-Rennen               | Jiří Lobkowicz, William Grover-Williams, Albert Divo                   | DNF, DNF, DNF          |
| 1932 | Großer Preis von Marokko  | Marcel Lehoux                                                          | 1.                     |
| 1932 | Grand Prix de Reims       | Albert Divo, Achille Varzi, Kaye Don, Marcel Lehoux, Earl Howe         | DNF, DNF, DNS, DNF, 9. |
| 1932 | Gran Premio di Monza      | Achille Varzi, Louis Chiron                                            | 5., 6.                 |
| 1933 | AVUS-Rennen               | Achille Varzi, Stanisław Czaykowski, Kaye Don, William Grover-Williams | 1., 2., DNF, DNF, DNS  |
| 1933 | Grand Prix de La Baule    | William Grover-Williams                                                | 1.                     |
| 1933 | Grand Prix de Picardie    | Horst von Waldthausen                                                  | DNF                    |
| 1933 | Grand Prix des Frontières | Jean-Marie de Texidor                                                  | DNF                    |
| 1933 | Grand Prix de Montlhéry   | Stanisław Czaykowski                                                   | DNF                    |
| 1933 | Gran Premio de Penya Rhin | Stanisław Czaykowski                                                   | DNS                    |
| 1933 | British Empire Trophy     | Stanisław Czaykowski, Kaye Don                                         | 1., 2.                 |
| 1933 | Grand Prix de Reims       | Jean-Pierre Wimille                                                    | 2.                     |